# رگ بانگای
رگ بانگای (انگلیسی: Reg Bungay؛ 5 February 1911 – ۱۹۸۶ (۷۴−۷۵ سال)) بازیکن فوتبال بود.
از باشگاه‌هایی که در آن بازی کرده‌است می‌توان به باشگاه فوتبال لیتون اورینت اشاره کرد.